# Sydöstslaviska språk
Sydöstslaviska språk är en av två undergrupper till sydslaviska språk. Den andra är sydvästslaviska språk.
I sydöstslaviska språk ingår:
- Bulgariska[1]
- Makedonska[1]
- Kyrkslaviska